# سنجاب نخلی هندی
سنجاب نخلی هندی (نام علمی: Funambulus palmarum) نام یک گونه از سرده سنجاب نخلی است.